# Arzjom Karaljok
Arzjom Michajlawitsch Karaljok (auch Artsem Karalek, belarussisch Арцём Міхайлавіч Каралёк, * 20. Februar 1996 in Hrodna) ist ein belarussischer Handballspieler. Der 1,97 m große Kreisläufer spielt seit 2018 für den polnischen Erstligisten KS Kielce und steht zudem im Aufgebot der belarussischen Nationalmannschaft.

## Karriere

### Verein

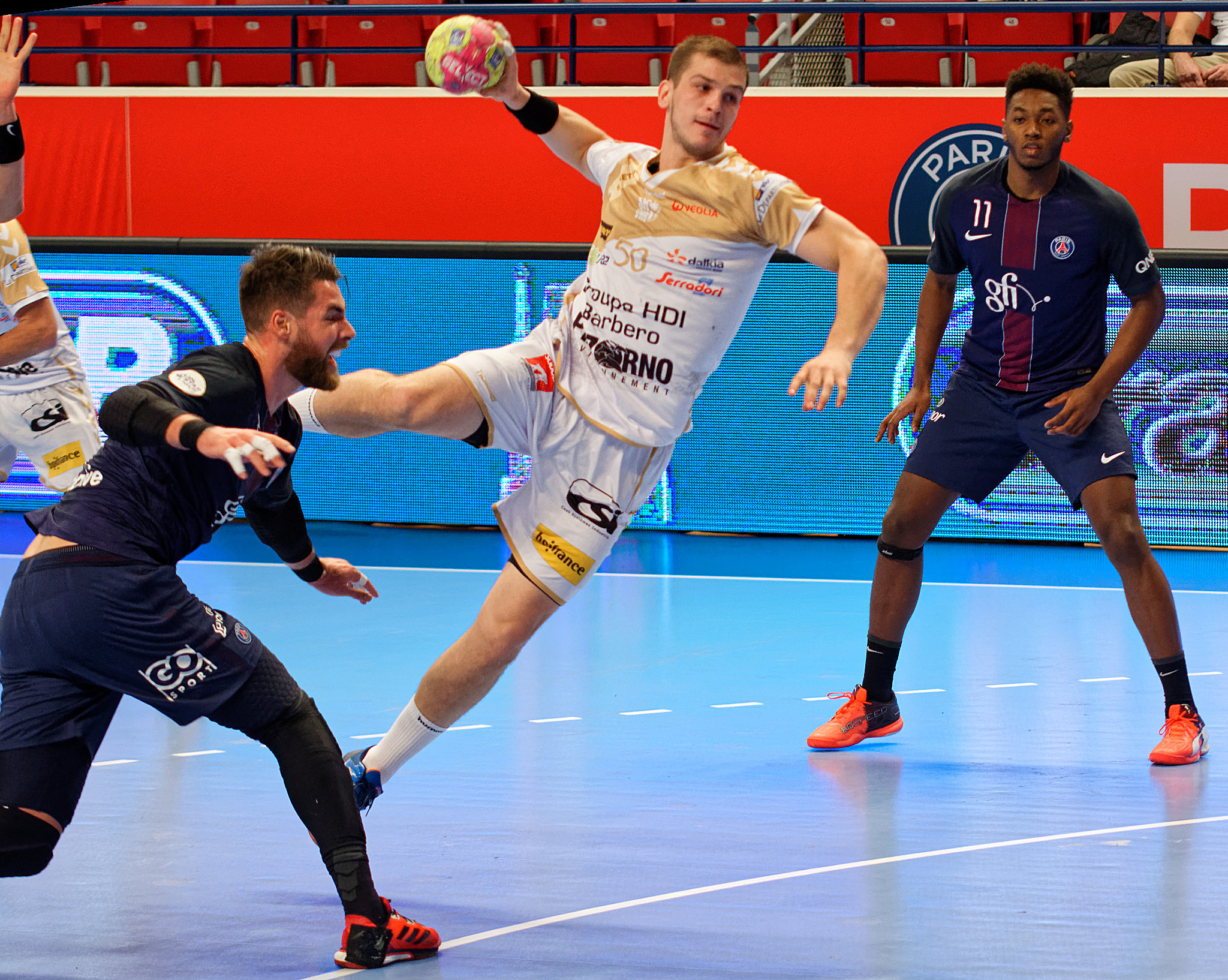
Karaljok beim Torwurf (2016)

Arzjom Karaljok spielte bis 2014 in seiner Heimatstadt bei Kronon Hrodna. Fortan lief er für den belarussischen Erstligisten SKA Minsk auf und wurde 2015 und 2016 Meisterschaftszweiter. Zudem gab er sein Europapokaldebüt am 22. November 2014 im EHF-Pokal gegen den RK Vojvodina. Im EHF-Pokal 2015/16 scheiterte man erst in der Gruppenphase.
Im Juni 2016 gab der französische Verein Saint-Raphaël Var Handball seine Verpflichtung ab dem 1. Dezember 2016 bekannt. Nachdem der Kreisläufer mit Minsk im EHF-Pokal 2016/17 in der dritten Qualifikationsrunde gegen ebendiesen Verein ausgeschieden war, wechselte er nur zwei Wochen später nach Saint-Raphaël. Mit den Franzosen wurde er zweimal Vierter in der Starligue (LNH). Zudem erreichte er das Final Four des EHF-Pokal 2016/17, in dem man im Halbfinale den Füchsen Berlin mit 24:35 und im Spiel um Platz 3 dem SC Magdeburg mit 31:32 unterlag. In der folgenden Spielzeit traf er mit Saint-Raphaël im Halbfinale des EHF-Pokal 2017/18 erneut auf den SCM, den man dieses Mal mit 28:27 besiegen konnte. Das Endspiel ging mit 25:28 gegen die Füchse Berlin verloren.
Seit 2018 steht Karaljok beim polnischen Serienmeister KS Kielce unter Vertrag. 2019–2023 gewann er die Meisterschaft sowie 2019, 2021 und 2025 den Pokal. In der EHF Champions League kam er 2018/19 ebenfalls ins Final Four, unterlag dort aber im Halbfinale Telekom Veszprém 30:33 und am zweiten Tag dem FC Barcelona 35:40. 2019/20 schied man nach dem Abbruch des Wettbewerbs in der Gruppenphase aus. 2020/21 kam das Aus im Achtelfinale nach einem 25:24-Sieg in Nantes und einer überraschenden 31:34-Heimniederlage gegen den HBC Nantes. Im August 2020 verlängerten beide Seiten den Vertrag bis 2025. Im Finale der EHF Champions League 2021/22 unterlag er mit Kielce dem FC Barcelona erst nach Siebenmeterwerfen 35:37. Mit einem Treffer in letzter Sekunde brachte der Kreisläufer, der zum MVP des Final Four gewählt wurde, sein Team in die Verlängerung. Ein Jahr später verlor er mit Kielce das Endspiel gegen den SC Magdeburg mit 29:30 nach Verlängerung.

### Nationalmannschaft
Mit der Juniorennationalmannschaft erreichte Arzjom Karaljok bei der U-21-Weltmeisterschaft 2015 in Brasilien mit dem 6. Platz die beste Platzierung einer belarussischen Juniorenauswahl. Mit 51 Toren in neun Spielen war er viertbester Torschütze des Turniers.
In der belarussischen A-Nationalmannschaft debütierte Karaljok am 30. April 2015 in der Qualifikation zur Europameisterschaft 2016 beim 27:36 gegen Dänemark in Minsk mit sechs Toren. Seitdem bestritt er 94 Länderspiele, in denen er 344 Tore erzielte. Er stand im Aufgebot für die Europameisterschaften 2016 (4 Spiele, 8 Tore), 2018 (6 Spiele, 17 Tore) und 2020 (7 Spiele, 37 Tore) sowie den Weltmeisterschaften 2017 (6 Spiele, 37 Tore) und 2021 (6 Spiele, 27 Tore).

### Erfolge
mit SKA Minsk
- Belarussische Meisterschaft: 2. Platz 2015 und 2016

mit Saint-Raphaël Var Handball
- Französische Meisterschaft: 4. Platz 2017 und 2018
- EHF-Pokal: Finalist 2018

mit KS Kielce
- 5× polnischer Meister: 2019, 2020, 2021, 2022 und 2023
- 3× polnischer Pokalsieger: 2019, 2021 und 2025
  - EHF Champions League: Finalist 2022 und 2023, MVP des Final Four 2022

mit der belarussischen Nationalmannschaft
- U-21-Weltmeisterschaft:
  - 2015: 6. Platz
- Weltmeisterschaft:
  - 2017: 11. Platz
  - 2021: 17. Platz
- Europameisterschaft:
  - 2016: 10. Platz
  - 2018: 10. Platz
  - 2020: 10. Platz